# سكوت بول
سكوت بول (بالإنجليزية: Scott Bull)‏ هو لاعب كرة قدم أمريكية أمريكي، ولد في 8 يونيو 1953 في كامدن في الولايات المتحدة.

## وصلات خارجية
- سكوت بول على موقع مرجع كرة القدم المحترفة.كوم (الإنجليزية)